# Nubnefer
Nubnefer (Nub-nefer), auch Nebu-nefer, ist der Geburtsname eines altägyptischen Königs (Pharaos) der 2. Dynastie (Frühdynastische Zeit). Angaben zu dessen Regierungszeitpunkt, Regierungslänge und Beziehungen zu den Herrschern der 2. Dynastie sind derzeit unmöglich, da er in keiner bekannten Königsliste erwähnt wird und noch nicht mit einem der zeitgenössischen Horusnamen verknüpft werden konnte.

## Beleglage
Der Name Nubnefer ist nur durch zwei Schieferfragmente belegt, die aus den großen Westgalerien der Pyramidennekropole des Königs Djoser (Beginn der 3. Dynastie) in Sakkara stammen.

## Identität
Da „Nubnefer“ bislang nur als Geburtsname überliefert ist, herrscht in der Forschung Uneinigkeit darüber, wann genau dieser Herrscher regierte und wer seine Vorgänger und Nachfolger waren. Aus diesem Grund gibt es mehrere Verknüpfungsversuche mit bereits archäologisch nachgewiesenen Horusnamen.
In der Vergangenheit wurde Nubnefer bevorzugt mit dem Horusnamen Nebre verknüpft, was allerdings nie unwidersprochen blieb. Der Grund für die frühere Darlegung war der ramessidische Kartuschenname Wadjenes, der in den königlichen Ahnenlisten als direkter Nachfolger des Ninetjer präsentiert wird. Da keiner der bislang archäologisch nachgewiesenen Horusnamen mit dem Namen „Wadjenes“ verknüpft werden konnte, ging man davon aus, dass er auf einer Verschreibung zurückzuführen sein müsse. Als Urheber bot sich der archäologisch umfangreich belegte Thronname „Nisut-Biti-Nebti Weneg“ an, da die Weneg-Blume in der kursiv ausgeführten hieratischen Schrift sehr dem Gardiner-Sonderzeichen M13B (Papyrusstängel mit zwei Blättern an der Basis) ähnelt. Ramessidische Schreiber hätten daher den Namen „Weneg-Nebti“ als „Wadjenes“ fehlgedeutet. Für den Namen „Nubnefer“ bot sich, behelfsmäßig, König Nebre an, da man ein passendes Gegenstück zum ramessidischen Kartuschennamen Kakau suchte. Dieser wiederum wird in den Ahnenlisten als direkter Vorgänger von Ninetjer präsentiert, ist somit eigentlich mit Nebre zu verknüpfen. Daher glaubte man lange Zeit, „Kakau“ sei eine Verlesung von „Nubnefer“.
Im Jahr 2007 gelang es Jochem Kahl, Nebres Namen mit dem Thronnamen des Weneg zu verknüpfen. Kahl wies nach, dass Wenegs Name ursprünglich neben dem Horusnamen des Nebre stand, dann aber von Ninetjer überschrieben worden war. Daher wird in der Ägyptologie inzwischen vermehrt angenommen, dass Weneg und Nebre miteinander identisch sind. Auf den beiden Artefakten, die Nubnefers Namen tragen, wird zudem ein Gebäude namens Menti-Anch genannt, das nachweislich erst unter Ninetjer, dem dritten Herrscher der 2. Dynastie, gegründet wurde. Nubnefer kann daher einerseits nur parallel zu Ninetjer oder andererseits nur nach ihm regiert haben. Diese Erkenntnis fördert die Darlegungen von Wolfgang Helck, Peter Kaplony und Toby Wilkinson, welche Nubnefer als einen direkten oder indirekten Nachfolger des Ninetjer betrachten, wobei Wolfgang Helck Nubnefer als dritten Nachfolger des Ninetjer hinter den Königen Wadjenes und Sened ansetzt. I. E. S. Edwards ist überzeugt, dass Nubnefer vielleicht mit König Ninetjer identisch ist. Jochem Kahl ist unsicher, verweist aber auf eine mögliche Verbindung mit König Sa, die er selbst mit einem „?“ bewertet.